# Vaccinium haitangense
Vaccinium haitangense är en ljungväxtart som beskrevs av Hermann Sleumer. Vaccinium haitangense ingår i Blåbärssläktet, och familjen ljungväxter. Inga underarter finns listade i Catalogue of Life.